# Chevalier blanc (droit financier)
Pour les articles homonymes, voir Chevalier blanc.
Un chevalier blanc, en droit financier, est une personne ou un groupe financier qui vient en aide à une entreprise ou à un holding visé par une OPA hostile. Souvent, le moyen d'intervention est de lancer une contre-offre de rachat (une OPA amicale) pour que l'entreprise visée fusionne avec un partenaire qu'elle préfère à celui qui la visait initialement.
Exemples :
- 2009 : Rachat de Chrysler par Fiat ;
- 1988 : OPA de Cerus sur la Société générale de Belgique, contrée grâce à un chevalier blanc, Suez.